# Γ -ガンマ-
『γ -ガンマ-』は、荻野純による日本の漫画作品。『ジャンプスクエア』（集英社）にて、2013年4月号から2014年11月号まで連載された。ヒーローをサポートする地球防衛軍に所属する2人の少女が繰り広げる物語。全体を通してアメコミ・特撮などのヒーローをオマージュしたゲストヒーローを軸として話が進む。

## 世界観・用語解説
失われた時代
ヒーローや怪人、怪獣が出現するようになった事件およびそれからある程度の期間を指す単語。
地球に水資源を求めて来訪したエイリアンとの接触が始まりとされる。彼らと地球人が友好関係を結び、接触から一か月後に本格的な交渉を始めようとしたところで地球資源の強奪を狙う第二のエイリアンが現れる。そこで第一のエイリアンと第二のエイリアンの戦争が地球周辺で起こり、2年におよぶ戦争の末第二のエイリアンが勝利するも、残党は少なく地球人の手で殲滅された。大きな痛手を被った地球だが、さらに宇宙人たちの兵器がもたらしたλエネルギーで地球上の生物に変化が起こり始める。以降、特殊能力に目覚めた人類や、巨大な体躯・凶暴性なども備える生物＝怪獣が出現するようになる。
この事件が起きてから長らく技術は軍事的なものに費やされるようになり、結果として一般に利用される技術などは2014年から進歩出来ていない。
2014年8月10日に始まったとされ、本編中から見た場合は61年前(本編は2075年)に相当する。
λエネルギー（ラムダエネルギー）
失われた時代に用いられた宇宙人兵器から降り注いだ、謎のエネルギー。生命体に特殊な変化を起こす効能を持ち、前述の通り怪獣や怪人を生み出す要因となっている。ただし、そのエネルギーの効果は浴びた量などに比例する様で、基本的には人類などは5年程度しか持続しない模様。
λエネルギーで何らかの力に目覚めたものは、能力者と呼ばれる場合がある。能力者は固有能力を持っているが、それと同時に身体能力もある程度向上する模様。
ヒーロー
能力者のうち、人々や社会を守るために活動する者の総称。多くは地球防衛軍に所属しており、身元などの保護を受けながら怪人・怪獣・超技術犯罪などに対応している。あくまで訓練された技能術者ではなく、保有する能力もまちまちであるため、作戦内容に合わせて出動するヒーローは選ばれるほか、力の入手経路なども個人で大きく異なる。正体を隠すためにコスチュームや装備で身を固める者が多く、それ故かフィクションのヒーローなどに類似した形態や名前を持つ者が多い。
怪人
能力者のうち、我欲のために犯罪などに手を染める者の総称。ヒーロー同様に個人差が激しい存在だが、超常的な能力もあって一般人だけでの対処はまだまだ難しい。力におぼれていることが多く、ある種の選民思想を抱く例も少なくない。ヒーローとの差異はあくまでその行動にあり、根本的な部分では両者は同じ存在である。ヒーローと違い身元を隠す必要がないからか、素顔のまま動く者も多い。
怪獣
λエネルギーを浴びて巨大化・狂暴化した生物の総称。人類以外の能力者とも言えるが、今のところ智的な怪獣は目撃されていない。多くの怪獣はエネルギー確保などのために人類の生息圏に入り込んでくるが、基本的に悪意を以て襲いかかることはないという説がある。
地球防衛軍
その名の通り地球を守るために結成された組織。基本的に一般人で構成されているが、それ故に対処しきれないことも多く、ヒーローの力を借りざるを得ない事態も散見される。だが、同時にヒーローが活動出来るのは彼らの存在があるからだと、幾度ともなく示唆されている。各地に支部が存在する。

## 登場人物
声の項はVOMIC版のもの。

### 主要人物
北鹿 酉里（きたじし ゆり）
声 - 伊瀬茉莉也
生年月日：2059年11月26日生まれ。年齢：15歳（2075年10月現在）。身長：142センチメートル。血液：A型。
本作の主人公兼ヒロイン。地球防衛軍・確陸支部・第6部隊兼相談課所属。
思いやりのある優しい性格の持ち主だが、言うべきことはきっぱりと口にする。姉が大好きだが、外では恥ずかしいからかべたべたと接してくる姉と距離を取ろうとする。
ヒーローの登場やロボットの活躍に目を輝かせることもあるなど、ヒーロー好きな面を随所でのぞかせる。
かつて史上最強のヒーロー「リリィキュアル」（モデルはプリキュア）として活動していたが既に引退済み。だがヒーローの力は少しだけ残っているが、使うとかなり体に負担を掛ける。
北鹿 海鵬（きたじし みゆき）
声 - 種田梨沙
生年月日：2058年3月10日生まれ。年齢：17歳（2075年10月現在）。身長：151センチメートル。血液：B型。
本作のもう1人の主人公。酉里と同じく相談課所属。
妹同様に優しい性格の持ち主だが、妹への愛情表現はかなり過激で、スキンシップや裸体の積極的鑑賞も辞さないほど。
彼女自身もヒーローほどではないが戦闘能力を有しており、ヒーローの補佐をする程度のことは可能。

### ヒーロー
ライトブライト / 下岡 光（しもおか ひかり）
生年月日：2057年7月7日生まれ。年齢：18歳（2075年10月現在）。身長：161センチメートル。血液：O型。
海鵬のクラスメイト。光を操る能力を持つヒーロー。宇宙物質「ブライターリング」に触れたことで能力を得、光の放射（レーザー攻撃）のほか、光を纏うことで瞬間的な光速移動、光学迷彩、望遠などが可能。
かつては個人的な活動としてヒーローをしていたが、ある理由からヒーロー活動を停止し、頑なに拒むようになる。後に海鵬と友達となり、ヒーロー活動も再開する。再開後は海鵬が提供したスーツを着用している。
海鵬の友達ということもあってか、セミレギュラー的存在として以降も登場する。ヒーロー活動を停止した理由などから、大切な人を失うことへの恐怖が非常に強く、それを克服しヒーローとして成長しようとしている。
ブルートレイン / 伊地知 翔（いぢち しょう）
生まれついて能力を持つ、稀有なタイプ。スピードについていけない上半身を守るため、自作の防護スーツ能力を纏い活動する。
正義感が強く真面目な性格の持ち主だが、同時に悪人の言葉でも鵜呑みにしてしまう純粋さと、不殺の信念が仇となり小悪党に逃げられるなどが続いている。小悪党を中心に連続で逃してしまい、「甘ちゃんヒーロー」という不名誉な渾名をつけられてしまうが、きちんと捕獲した三人の悪党はいずれも強敵であり、れっきとした実力者。また、自作スーツのほかにも強化アイテムを開発できるなど、技術者としての腕も高い。
後にホーネットマンとコンビを組んでから彼と友情を育むこととなる。
シンセシルバー / 池谷 俊（いけや しゅん）
音楽の古代兵器ビークルセイドに選ばれ、ロックレンジャーに加入する。が、戦隊という同一チームのヒーローの中で、自分だけが後発かつ差異があることに悩んでいる。
戦隊のお約束に関してのポリシーを持つ点や、性格、本名などからゴーカイシルバーをモチーフとしていることがうかがえる(他のメンバーのヴィジュアルなども、同戦隊の影響が見られる)。また、酉里とは戦隊に関する話題で大いに盛り上がるなど、彼自身もヒーロー好きな側面が見られる。
ディスチャージ / 中野 ひさお（なかの ひさお）
｢最弱のヒーロー｣として知られるヒーロー。由来は不明だが31歳の時に自らに放電能力があることに気付く。非常にまじめで正義感が強い性格もあり、その力で人々の平和を脅かす悪に立ち向かうため、ヒーローとなる。が、放電能力は静電気より強くスタンガンより弱い程度で、もっぱら戦闘は空手有段者としての実力が役立っていた。アメコミ調なボディスーツを身に纏っている。
妻に子供が出来たことで｢家族を守りたい｣と願いヒーローを始めるも、一向に成果を出せないことに悩んでいたところを榊に利用される。
マイティ・ブロウ / モルトスキンス・ヒカクケマ
ルウコモタという世界からきたヒーロー。異世界の出身のため、酉里たちが暮らす世界の常識についていけないほか、割と大雑把な面もある。剛力の戦士で、ひと振りで瞬殺する実力と信念を持つ（ターシマというアイテムによる波動放出効果でさらに高まる）。等身大でありながら一撃で怪獣を倒せるほどの戦力であり、彼自身が怪獣を引き寄せる波動の様なものを放っている。そのため、世界中の怪獣を一手に引き受けていたアルトゥロマンに続く、第二の対怪獣ヒーローとして活躍することになる。また、彼自身もこの世界で見聞を深めることを目的としており、そのためにこの世界に飛ばされてきたという背景を持つ。
モデルはマイティ・ソー。
キャノンボール / 遠藤 一義（えんどう かずよし）
非常に扱いにくい能力を持ったヒーロー。先天的な能力者だと思われるが、発現したのは高校生になってから。一日に一発だけ全エネルギーを注ぎ込んだタックルを使うことが出来るが、使用後丸一日眠ってしまう（訓練次第では二発以上も可能ではないかと考えられている）。威力は巨大な岩山を数百m単位で抉るほど。一本気な性格の持ち主。
ホーネットマン / 八円 浩人（やつい ひろと）
声 - 浜添伸也
蜂をモデルとしたような模様を持つ、ぴったりとした衣装を纏うヒーロー。比較的出番の多いヒーローの一人であり、「蜂のように、刺す!」が決め台詞。身体能力が高く格闘戦を得意とするが、中でも渾身の左ストレートはビルすら破壊するほどの威力を叩きだす。等身大ヒーローのある種基準的存在であり、彼の敗北は相当以上の脅威であることを示唆するセリフが登場する。そして、その知名度を利用されて偽物騒動が起こってしまう。
ある事件でブルートレインとタッグを組んでから、彼と友情を育む。
モデルはスパイダーマン。また、ブルートレインとのコンビにはダブルライダーを意識したような点が見られる。
アルトゥロマン / 黒田 新太（くろだ あらた）
声 -  後藤ヒロキ
巨大で複雑な模様を全身に持つ、巨人のヒーロー。模様を持つ巨人、光線を決め技に使う、胸部に結晶状部位があるなど、某光の巨人に似た特徴を持つ。怪獣を中心に対処しており、マイティ・ブロウ登場以前は一人で全世界の怪獣を相手にしていたほか、日本では連続して怪獣を倒した実績を持つほぼ唯一の存在だった。それほどの激務をこなしながらも被害を最小限にとどめるだけあってか、作中では彼の出撃自体が危険度の高さを示すことを示唆するセリフが見られる。

### 地球防衛軍
マリーナ・レドネフ
生年月日：2055年6月30日生まれ。年齢：20歳（2076年1月現在）。身長：164センチメートル。血液：B型。
第6部隊の新しい隊長で、北鹿姉妹の新しい上司。総隊長の孫であり、高い戦闘能力と判断力を有している。クールな見た目の通り冷徹な判断も下せるが、仲間想いだからこそそういった行動に踏み込める人物。そのため、正義感は強く被害を最小限に抑える努力も惜しまない。
福岡 美月（ふくおか みづき）
生年月日：2058年4月16日生まれ。年齢：17歳（2076年1月現在）。身長：155センチメートル。血液：AB型。
マリーナの補佐官。北鹿姉妹と同じ高校の学生（後輩）。将来には開発に行きたいと思っている。やや天然なようでキレ者。
Mr.ロストマン / シブリアン・ラファラン・ブラウニング
総隊長。「失われた時代に、一人立ち上がった男」と呼ばれる、歴史上最初のヒーローでもある人物。元は普通の会社員だったが、失われた時代の中で誰ひとりヒーローになろうとしないことから、一人ヒーローとなるべく立ち上がった。全盛期はミカちゃんレベルの能力を誇っていたという。今の時代が訪れる以前はヒーロー物や怪獣物が好きだったらしく、それらが高じてヒーローとなることを決意させた模様。その信念を元リリィキュアル＝酉里に受け継がせる。初期の能力者と言うこともあってか能力は「圧倒的に強い肉体」だが、浴びたλエネルギーが尋常ではないため、57年と言う常識を遥かに超えた超期間の力の維持を可能としていた。
松本（まつもと）
声 - 小松史法
髭が特徴の北鹿姉妹の元上司。第三部隊を指揮している。地球防衛軍の仕事に誇りを持ちヒーローたちへの理解もある人物。本来は地球防衛軍がなすべき仕事を、ヒーローに頼らざるを得ない現状に歯がゆさを覚えている。
後に総隊長の補佐に昇格した。
九平 美歌（ひさなり みか）
元現状最強のヒーローで、「魔法少女ミカちゃん」として活動していたツインテールの少女。元は魔法の弓を用い、単独でUFOの群れや月面のマックラヤミ帝国を滅ぼすほどの実力者だったが、マックラヤミ大皇帝との最終決戦でその力を失い、以降は地球防衛軍の一隊員として活動することとなる。素直で明るい少女だが、かつては月まで数分で行けるほどの速さを体験していながら、新幹線の早さに驚くなど、やや天然気味なところもある。また、酉里の中学時代の後輩でもあり、彼女を尊敬している様子がうかがえる。
ロバート・ポールソン
声 - 川原慶久
元ヒーローで、「プレジデントマン」として活動していた。実験の失敗で得た皮膚の硬化能力を利用出来、その能力は一般的な銃火器や人間程度の攻撃ではびくともしない（それ故に吸血鬼の吸血が通用しなかった）。吸血鬼の軍勢と戦いを終えた時にヒーローの力を失うが、未だにヒーローとしてあることに未練を覚えている。後に地球防衛軍に就職し、第三部隊にてヒーローを支援する仕事に就く。

### 一般人・ヒーロー関係者
中野 沙耶（なかの さや）
ディスチャージの妻。優しい性格の持ち主で夫との仲も非常に良好だった。また、ディスチャージを助けられなかったことを悔やむ酉里を、優しく諭してくれた。
神宮寺 舞（じんぐうじ まい）
伊地知翔・八円浩人共通の幼馴染。ピアノのプロを目指す大学生。

### 敵対勢力
榊 境弼（さかき きょうすけ）
確陸基地第一部隊隊長。白髪の青年だが、ヒーローなしの単独で事件を解決するほどの能力の持ち主で、部下にも慕われる有能な人材。人当たりも良く基地内での人気も高い。が、その裏では｢ヒーロー狩り｣なる行動を起こしており、秘密裏に(と言っても本人はことさら隠すつもりはないが)様々な計画を進めている。
実はロストマンの弟子でもあり、見た目通りの年齢ではない。また、彼自身も特殊能力に目覚めた人間であり、判明しているだけでも｢血液に由来する何らかの攻撃能力」「首と胴を切断されても生存する能力」などを備える。
ジェイラス・ノーマン
榊に与するなどの男。長髪、ガスマスクとゴーグル、上半身を巻く包帯、背負った四次元棺桶など、非常に目立つ外見をしている。それなりの身体能力と圧倒的な技術力を備えた人物で、軽口を発する性格ながら腕は確か。
棗（なつめ）
榊の仲間の一人。オールバックに眼鏡とスーツという出で立ちの偉丈夫。キャノンボールの体当たりを片手で止めるほどの実力を誇る。ライトブライトとはある因縁を持つ。
戦闘員
榊たちが利用する戦闘兵器。白い身体に黒い結晶状部位を多数持つ見た目が特徴で、等身大ヒーローを追い詰めるほどの実力を備える。さらに、バージョンアップなどの機能も備える様で、目的に合わせてのチューンナップがなされた個体も出現している。

### 怪人・怪獣・宇宙人
マックラヤミ帝国
魔法少女ミカちゃんの宿敵であった、月に基地を持つ人類敵対組織。第1話の時点でミカちゃんの手で壊滅させられるも、後に皇帝のみ生き残り復讐のため異形となり地上へ降り立つ。皇帝の実力はアルトゥロマンとマイティ･ブロウの対怪獣コンビですら通用しないほどであり、ミカちゃん渾身にして最後の力でなければ通じなかったほど。
ファイアイート
炎を吸収しそれを物体・他者の体内に送り込み爆弾化する能力者。爆弾の爆発には質量に比例したタイムラグがある。卑劣な手段も厭わず、また破壊行為を楽しむ悪党。ブルートレインによって捕縛されるが、後に榊に手を貸すことで脱獄し、新たな力を手に入れる。作中における怪人の代表例。
アリゲーター
ワニ型の獣人に変身出来る能力者。一介の犯罪者に過ぎなかったが、榊の実験で驚異的な再生力を備えた暴走態になってしまう。
ドゥライズ星人
かつて数多くのヒーローが参戦した大きな戦いにおける、最大の敵。榊たちが狙うのもこれに関係したものである模様。詳細不明。

## 書誌情報
- 荻野純 『γ -ガンマ-』 集英社〈ジャンプ・コミックス〉、全5巻
  1. 2013年7月9日第1刷発行（7月4日発売[集 1]）、ISBN 978-4-08-870777-8
  2. 2013年11月9日第1刷発行（11月4日発売[集 2]）、ISBN 978-4-08-870864-5
  3. 2014年3月9日第1刷発行（3月4日発売[集 3]）、ISBN 978-4-08-880035-6
  4. 2014年7月9日第1刷発行（7月4日発売[集 4]）、ISBN 978-4-08-880143-8
  5. 2014年11月9日第1刷発行（11月4日発売[集 5]）、ISBN 978-4-08-880215-2

## ヴォイスコミック
集英社のヴォイスコミック「VOMIC」として、2014年3月にジャンプ専門情報番組『サキよみ ジャンBANG!』にて放送され、同年4月からVOMIC公式サイトで配信された。